# Fridolf Wallin
Karl Fridolf Erik Wallin, född 25 januari 1893 i Vadstena, död där 11 januari 1994, var en svensk tidningsman och politiker.
Wallin var chefredaktör och ansvarig utgivare för Östgöta-Bladet (som grundats av hans far Erik Wallin 1893) samt ansvarig utgivare för lantmannatidningen Jordbrukaren. Han var kapten i Livgrenadjärregementets reserv och som politiker var han landstingsman och kommunpolitiker i Vadstena. Wallin var stadsfullmäktiges ordförande 1941–1950 samt 1955–1962. 
Av övriga uppdrag kan nämnas ordförandeskap i Segelsällskapet Vättern och Birgittahemsföreningen.